# كله خانه (حومة أبهر)
كله خانه (بالفارسية: کله خانه) هي قرية تقع في إيران في منطقة مركزية ريفية. يقدر عدد سكانها بـ 26 نسمة بحسب إحصاء 2016.